# Castell de Castellnou d'Ossó
El castell de Castellnou d'Ossó o Castell Lliuró està situat a Castellnou d'Ossó, entitat de població del municipi d'Ossó de Sió a la comarca de l'Urgell. És un edifici declarat bé cultural d'interès nacional des de 1985. A la vora hi ha l'església romànica de Sant Pere de Castellnou d'Ossó.

## Descripció

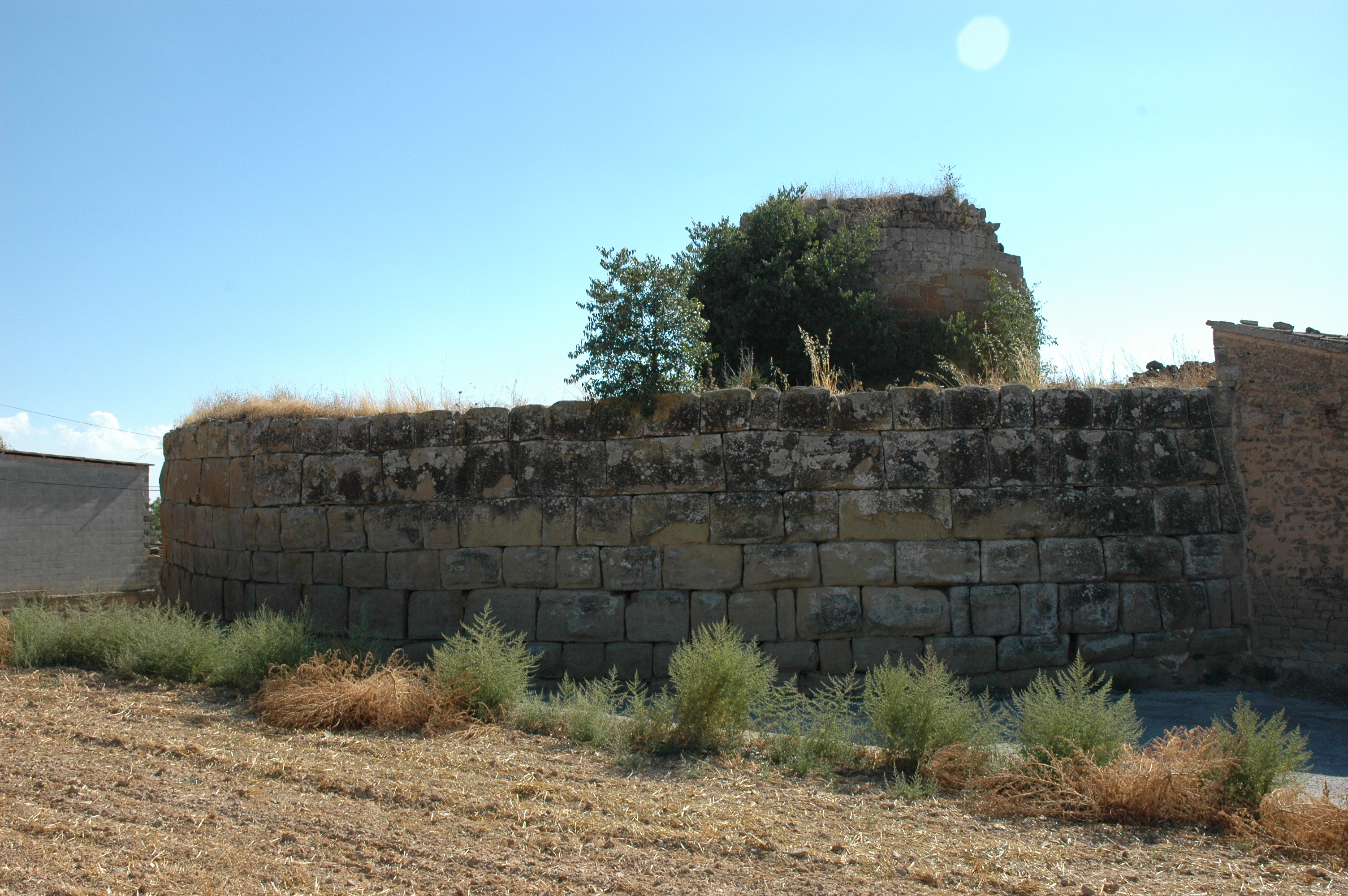
Muralla d'aparell ciclopi

Les ruïnes de la torre de Castellnou d'Ossó es troben al capdamunt d'un petit turó situat a la dreta del Sió, dominant les cases de la població nascuda a partir d'aquesta. És format per una estructura murada d'aparell ciclopi, de carreus encoixinats i ben escairats. Devia ser una estructura de forma circular amb un diàmetre de 24 m i una porta al nord. Avui es conserva el semicercle oriental i una cantonada en angle recte de la zona d'accés. Al bell mig hi ha les ruïnes de la torre medieval, semblant a la torre d'Almenara. Només en resta la part inferior. Destaca el gran forat que s'obre a la cara est d'uns 2 metres. A l'interior, encara que sigui ruïnós, s'hi observa una volta semiesfèrica o una cúpula tapial i un ull de bou central per accedir originalment des del pis superior on hi devia haver-hi la porta d'accés original.

## Història
El lloc de Castellnou fou un nucli fortificat des d'època romana, quan devia servir per la vigilància de les poblacions ibèriques –els indòmits ilergetes– de la conca del Sió i controlar la ruta d'Ilerda a Iesso. El terme fou conquerit vers el 1070 pel comte Ermengol IV d'Urgell. Poc després de la conquesta es bastí la torre medieval sobre la base d'una torre romana anomenada antigament Castell-Lliuró. Posteriorment es degueren construir al costat de la torre les dependències pròpies d'un castell. En el moment de la desamortització (1831) el lloc i castell de Castellnou d'Ossó pertanyia al marquès de Dosaigües. El 2014 els propietaris, la família Llurba-Huguet va cedir-lo a l'ajuntament, perquè es pugui rehabilitar. Se'n va proposar un projecte de restauració així com de l'entorn, perquè és un edifici romà de característiques úniques i sense paral·lels coneguts a Espanya.